# Why Can't We Be Friends?
Why Can't We Be Friends? è il secondo singolo ad essere estratto dal primo album degli Smash Mouth Fush Yu Mang. Il brano è una cover della canzone del gruppo musicale americano War del 1975, tratta dall'album omonimo.

## Tracce
1. Why Can't We Be Friends (Radio Edit)
2. Burn Cycle
3. Every Word Means No
4. Walking On The Sun (Feet Beat Manifesto Mix(Radio Edit))

## Formazione
- Steve Harwell - voce
- Greg Camp - chitarra
- Paul De Lisle - basso
- Kevin Coleman - batteria